# Nisza Zachodnia
Nisza Zachodnia – jaskinia, a właściwie schronisko, w Dolinie Kościeliskiej w Tatrach Zachodnich. Wejście do niej znajduje się w północnym zboczu masywu Kominiarskiego Wierchu, przy żlebie Żeleźniak, na wysokości 1377 metrów n.p.m., w pobliżu Szczeliny przy Zawieszonej Skale II. Długość jaskini wynosi 7 metrów, a jej deniwelacja 2 metry.

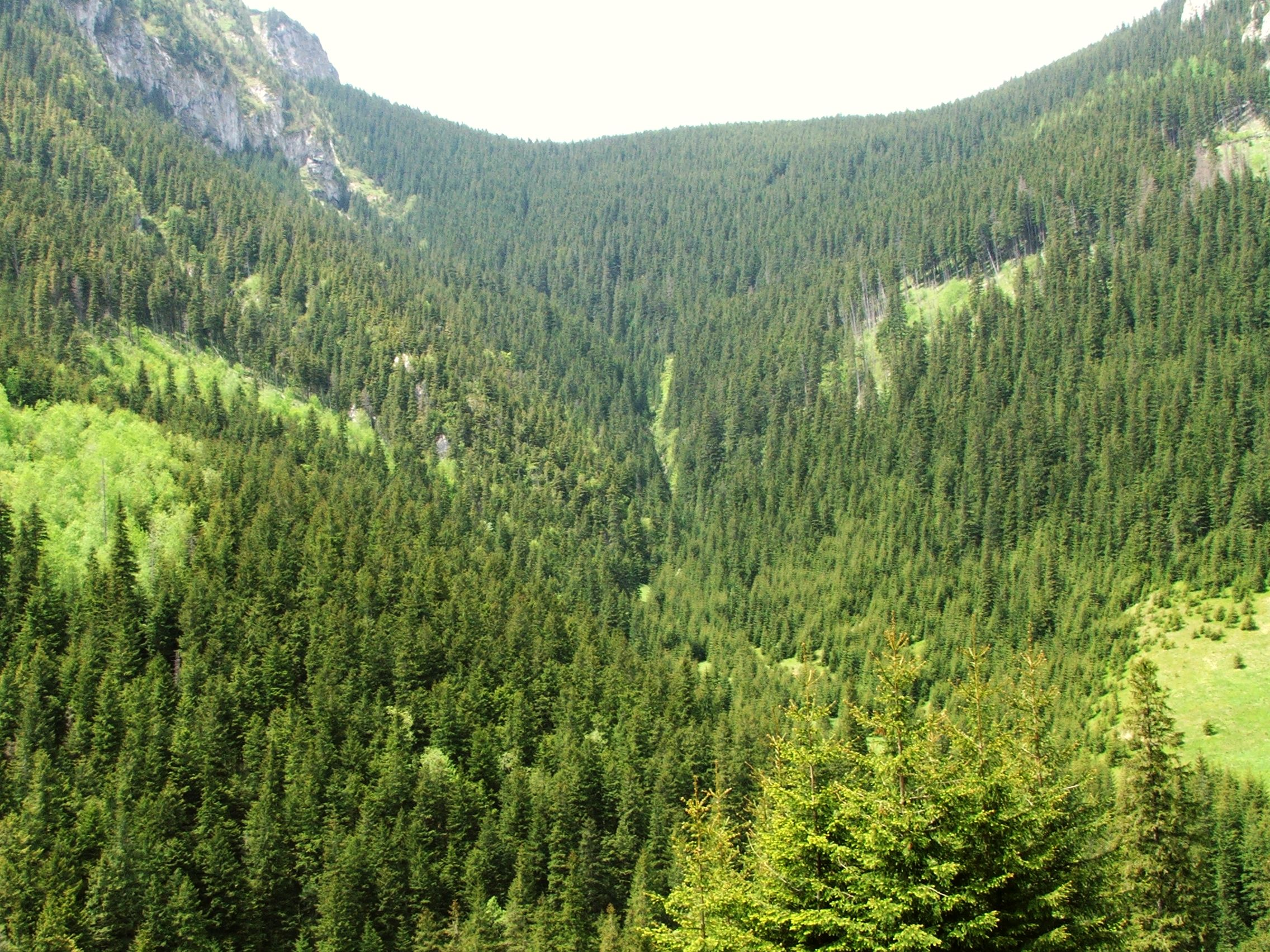
Żleb Żeleźniak i północne zbocza Kominiarskiego Wierchu. Widok z Hali Pisanej

## Opis jaskini
Jaskinię tworzy obszerna, niska sala zaczynająca się zaraz za dużym otworem wejściowym.

## Przyroda
W jaskini brak jest nacieków. Na ścianach rosną paprocie i mchy.

## Historia odkryć
Jaskinia była prawdopodobnie znana od dawna. Pierwszą wzmiankę o niej opublikował F. Rabowski w 1959 roku. Plan i opis sporządzili M. i R.M. Kardasiowie w 1979 roku.